# Leucanthemum graminifolium
Leucanthemum graminifolium là một loài thực vật có hoa trong họ Cúc. Loài này được (L.) Lam. mô tả khoa học đầu tiên năm 1779.